# Oda Krohg

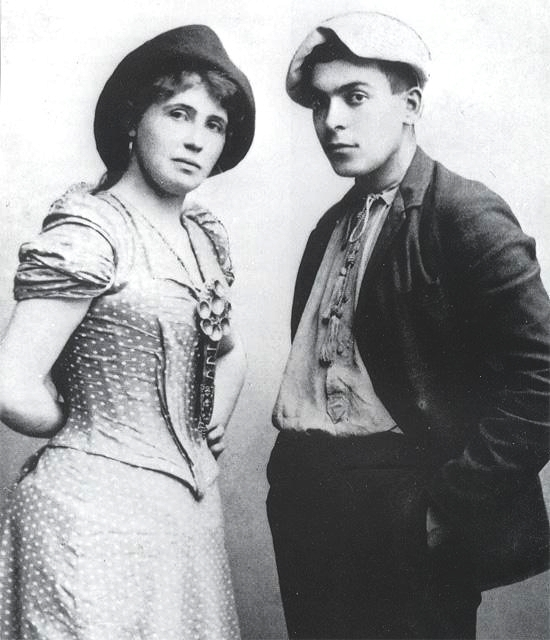
Oda Krohg tillsammans med vännen Jappe Nilssen

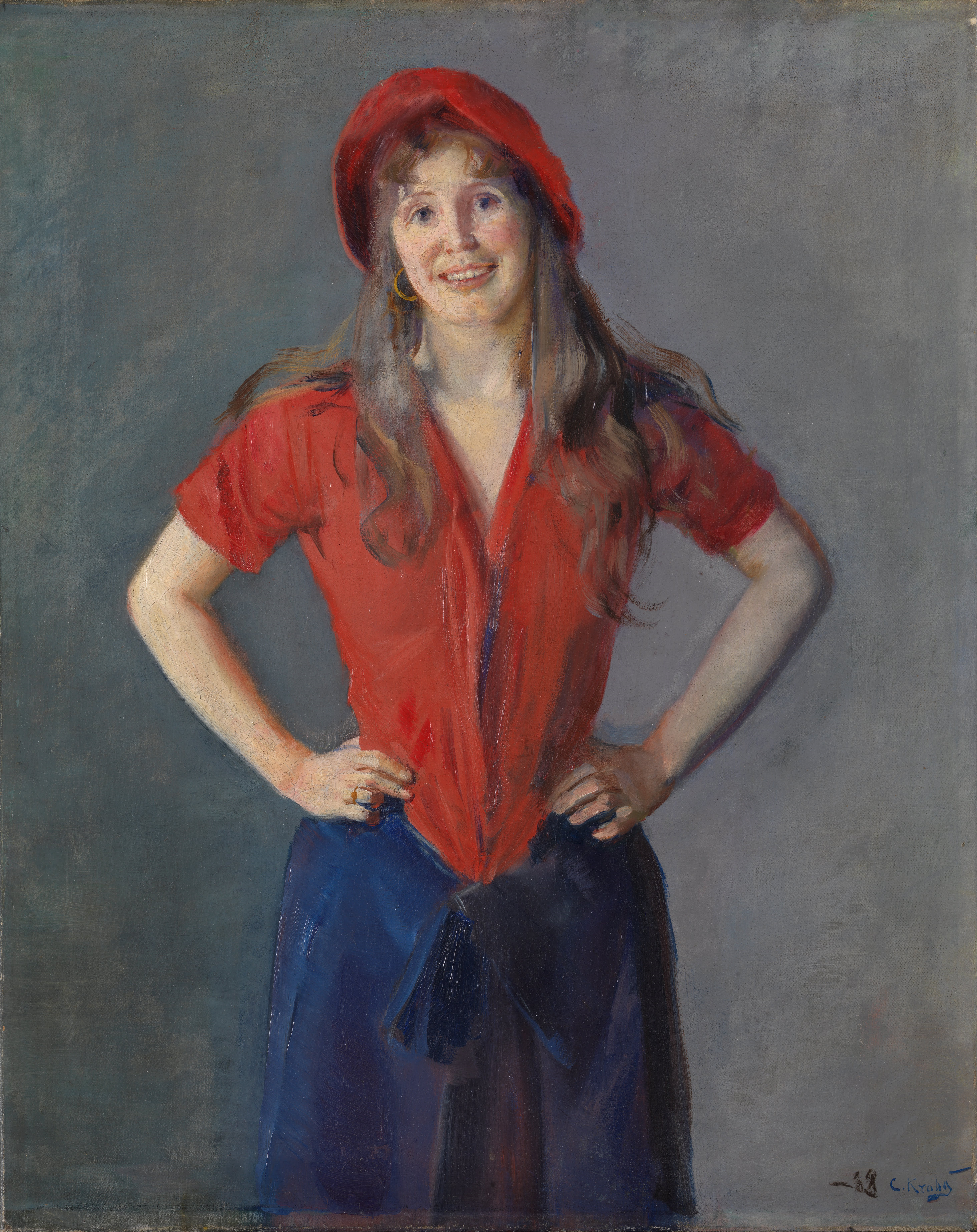
Oda Krohg målad av maken Christian Krohg.

Ottilia "Oda" Krohg, född Lasson den 11 juni 1860 i Åsgårdstrand, död den 19 oktober 1935 i Oslo, var en norsk konstnär, som stod i centrum av de så kallade Kristiania-bohemerna. Hon var syster till tonsättaren Per Lasson och till kabaréartisten och sångerskan Bokken Lasson.
Hon växte upp i en stor och välbärgad familj i Kristiania, där fadern var regeringsadvokat. Hon var först gift med Jörgen Engelhart, med vilken hon hade barnen Sascha och Ba. Efter separationen från Jörgen Engelhart blev hon elev till konstnären Christian Krohg på hans målarskola. Hon uppslukades av konstnärslivet och av nya radikala samhällsidéer.
När Oda började måla för Christian Krohg kom hon in i den innersta kretsen av Kristiania-bohemerna, där Hans Jæger var ledare och ideolog. Oda Krohg deltog aktivt i bohemens debatter och aktioner, och kallades av Hans Jæger för "La vraie princesse de la Bohème". Efter att skilsmässan med förste maken gått igenom gifte hon om sig med Christian Krohg, som hon också fick två barn med, Nana och Per.
Oda Krohg var aktiv inom det moderna nordiska måleriet men inte helt erkänd av sin samtid. I dag finns hennes konst bland annat på Nasjonalgalleriet i Oslo och Göteborgs konstmuseum, Nationalmuseum i Stockholm. Hennes debut som målare skedde på Höstutställningen 1886. På Malmö konstmuseum finns konst av maken Christian Krohg och sonen Per Krohg. År 1985 skrev den svenske dramatikern Dag Norgård en pjäs om Oda Krohg: "Oda! - Saatans kvinna".